# Fela Garbarz
Fela Garbarz – polska aktorka żydowskiego pochodzenia, która zasłynęła głównie z ról w przedwojennych żydowskich filmach i sztukach teatralnych w języku jidysz. Podczas II wojny światowej przebywała w getcie warszawskim, gdzie prawdopodobnie zginęła.

## Filmografia
- 1937: Weseli biedacy